# دیوید یونکا
دیوید یونکا (انگلیسی: David Juncà؛ زادهٔ ۱۶ نوامبر ۱۹۹۳) بازیکن فوتبال اهل اسپانیا است.
از باشگاه‌هایی که در آن بازی کرده‌است می‌توان به باشگاه فوتبال ژیرونا، باشگاه فوتبال ایبار، باشگاه فوتبال سلتاویگو، و باشگاه فوتبال بارسلونا اشاره کرد.